# Григорий Бакуриани
Григорий Бакуриани (на гръцки: Γρηγόριος Πακουριανός, Григориос Пакурианос; на грузински: გრიგოლ ბაკურიანის-ძე, Григол Бакурянисдзе; на арменски: Գրիգոր Բակուրյան, Григор Бакурян/Пакуриан) е виден византийски военачалник по времето на император Михаил VII Дука (1067 – 1078), Никифор III Вотаниат (1078 – 1081) и Алексий I Комнин (1081 – 1118).

## Произход
Ана Комнина, дъщеря на византийския император Алексий Комнин, в написаната на гръцки език история на неговото царуване „Алексиада“ неколкократно споменава Бакуриани и между другото пише, че той „произхожда от знатно арменско семейство“ (γένους λαμπροῦ ἐξ Ἀρμενίων ὁρμώμενος).
Оригиналният типик (устав) на Бачковския манастир не е оцелял, но е известно, че е бил съставен на три езика: гръцки, грузински и арменски. Запазени са само негови по-късни преписи на гръцки и грузински (с липсващи последни страници), които се различават помежду си. Преводите на типика въз основа на тези преписи също се различават и тълкуват различно. В гръцкия препис Бакуриани споменава, че подписва оригинала с арменски букви.
Френският учен Пол Льомерл (1903 – 1989) смята, че Бакуриани не е могъл да пише на грузински и затова е подписал типика на манастира на арменски. За човек като Бакуриани обаче не би било трудно да се научи да се подписва на грузински, още повече че грузинските букви си приличат с арменските. При това той пише името си с арменски букви под официален документ. На първата страница на грузинския препис на устава също има приписка на арменски език.
Според известния грузински учен Н. Я. Марр (1864 – 1934) Григорий Бакуриани е бил арменец–халкедонит (за разлика от мнозинството арменци, които по вероизповедание са християни-монофизити). Това гледище се поддържа и от съвременната руска византоложка В. А. Арутюнова-Фиданян. Френската „Енциклопедия Универсалис“ определя Бакуриани като арменец с източноправославно вероизповедание.
Поддръжниците на грузинската версия за произхода на Бакуриани се позовават главно на това, че в устава на Бачковския манастир той нарича себе си „ивириец“. Във Византия през XI век ивирийска националност не съществува, а има източно-византийска административно-военна област „Ивирия“, наричана също „Ивирия и Армения“ или „Ивирия и Ани“, в която Бакуриани е служил. В случая, „ивириец“, както и „софиянец“, характеризират област, а не национална принадлежност. Освен това „зоравар“ (военноначалник) е арменска дума, която фигурира в грузинския препис като заемка: „золавари“. Видно е, че преводачът не е знаел добре грузински и първообразът на устава е бил на арменски.
Типичната арменска фамилна наставка „-иан/ян“ в Бакуриан (на западноарменски: Пакуриан) е получила на гръцки допълнителна наставка – Пакурианос.

## Биография
Започнал военната си кариера през 1064 г. с отбраната на град Ани (днес в руини на турската граница с Армения) срещу обединените сили на селджукските турци на султан Алп-Арслан, грузинците, предвождани от княз Баграт IV и кавказките албанци начело с княз Гориджан. От 1071 г. е управител на византийската област „Ивирия“. Основател и покровител на Бачковския манастир, също и автор на неговия устав (типик).
През 1086 година Григорий Бакуриани оглавява военен поход, който трябва да потуши павликянското Въстание на Травъл, но претърпява тежко поражение при главната крепост на бунтовниците Белятово (вероятно при днешното село Розовец) и е убит в боя.
Григорий и брат му Абазий (Абас) навярно са били погребани в заменената сега от по-нова сграда (1604) главна църква на основания от тях Бачковски манастир. В костницата на манастира се намира техен стенописен портрет, нарисуван през XIV век (по времето на цар Иван Александър).